# Charles Kaisin
Charles Kaisin is een Belgische ontwerper, architect en scenograaf geboren op 5 december 1972. Hij ontwerpt objecten, ruimtes en modeshows, maar ook surrealistische diners en Origami installaties. Hij heeft projecten geproduceerd voor de Parijse kantoren van het Louvre Abu Dhabi, Swatch, de Grand-Hornu site en de lederwarenfabrikant Delvaux.

## Biografie
Charles Kaisin werd geboren op 5 december 1972 en groeide op in het dorpje Devant-les-Bois in Wallonië.
In 1997 liep hij stage in de ateliers van architect Jean Nouvel in Parijs en vervolgens van beeldhouwer Tony Cragg in Duitsland. Deze ervaringen brachten hem ertoe een stijl te ontwikkelen die technische innovatie en creatieve durf combineert.
Na zijn architectuurstudie aan het Institut Supérieur d'Architecture Saint-Luc in Brussel, nam Charles Kaisin in 2000 deel aan een uitwisselingsprogramma aan de Kyoto University of the Arts, waar hij origami ontdekte, een oude Japanse praktijk die precisie, handigheid en het verkennen van de ruimte combineert. In 2001 studeerde hij af aan Ron Arad's klas aan het Royal College of Art in Londen, waar hij zijn vaardigheden op het gebied van experimenteel ontwerp aanscherpte.
Sinds 2005 is hij professor Design aan de Faculteit Architectuur, Architectonische Ingenieurswetenschappen en Stedenbouw (LOCI).

## Surrealistische diners
Sinds 2012 organiseert Charles Kaisin Surrealist Dinners, meeslepende evenementen waarbij haute cuisine, extravagante scenografie en thema's geïnspireerd door het surrealisme worden gecombineerd. Gasten worden uitgenodigd op ongebruikelijke locaties zoals een ondergrondse trein, een kerk of het casino van Monte Carlo. Deze locaties worden gebruikt als achtergrond voor precieze ensceneringen waarbij elk detail telt, tot en met de kleding van de obers.
Het idee voor deze surrealistische diners kwam voort uit een persoonlijke ervaring. Tijdens zijn stage bij de studio van Jean Nouvel verbleef Charles Kaisin langer dan verwacht bij de familie Guerrand-Hermès. Om hen te bedanken organiseerde hij een surrealistisch diner. Een sopraan van de Opéra Royal de La Monnaie zong in een kamer met een boom omringd door loslopende vogels en elke gast werd bediend door een toegewijde ober. Deze onverwachte setting werd zijn handtekening. Sindsdien is het concept voortdurend uitgebreid. De thema's en locaties worden geheim gehouden tot de dag van het diner en veranderen bij elke editie.
Verschillende merken hebben een beroep gedaan op Charles Kaisin om surrealistische diners te organiseren, waaronder Rolls Royce (oktober 2016), Louis Roederer (241e verjaardag: oktober 2017), Casino de Monte-Carlo (L'Art du Jeu, le Jeu de l'Art avril : 2027, The game of love and chance : december 2017), Kanal - Centre Pompidou de Paris (Le songe en noir et blanc : 2018), Cartier (Les galaxies de Cartier: 2019 en 2022), Piaget (Piaget Golden Oasis : 2019), Hermès (Let's Play : november 2018, 2022), Veuve Cliquot (250ste verjaardag : februari 2022), Proximus (Proud to be Belgian : december 2022), Meurice (Metamorphosis : maart 2023), Benetti (150ste verjaardag : juni 2023), Brafa (januari 2024).

## Origami installaties
Tijdens zijn studie in Kyoto ontwikkelde Charles Kaisin zijn fascinatie voor vouwen. De praktijk van origami speelt een centrale rol in zijn werk.
Zijn installaties bestaan uit duizenden origami-stukjes die met ambachtelijke precisie worden samengevoegd tot complexe 3D-structuren. De vouwen komen tot leven in de vorm van sculpturale elementen zoals dieren zoals duiven, en zijn te zien in de vorm van luchtophangingen, geometrische muren of immersieve sets. Het werk van de kunstenaar is ook een inspiratiebron voor andere kunstenaars.
In 2020, tijdens de Covid-19 pandemie, lanceerde hij het participatieve Origami for Life project, waarbij hij het publiek uitnodigde om origami te maken. Elke vogel die door het publiek werd gemaakt, gaf aanleiding tot een donatie van 5 euro aan de Erasmusstichting in Brussel ter ondersteuning van medisch onderzoek. Er werden meer dan 20.000 vouwen verzameld, die samen een installatie van 5 meter hoog en 16 meter lang vormden en tentoongesteld werden in het Kanal-Centre Pompidou in Brussel.

## Producties
In het kader van recycling verandert hij een lege fles in een glazen tafel, maakt hij van een wasmachineraam een slakom, ontwerpt hij resistente meubels van krantenpapier en maakt hij tassen en kleding van plastic boodschappentassen die hij verhit en perst.
Charles Kaisin is vooral bekend om zijn K-bank, een plastic honingraatstoel die ook van kranten is gemaakt.
Hij ontwerpt de art direction en recyclebare verpakkingen voor het cosmeticamerk Maison Éole.

## Architectuur
Charles Kaisin staat bekend om een verscheidenheid aan creatieve projecten, waaronder interieurontwerp, installaties en productontwerp, maar ook architectuur in het algemeen.
De oude keizerlijke stad Marrakech, bekend om haar soeks, bruisende pleinen en vooral architectuur, is de stad waarvoor de ontwerper heeft gekozen. Het Riante Riad, met zijn 12 individueel ingerichte kamers in de oudste wijk van de stad, is een rustig toevluchtsoord dat volledig door de Belgische ontwerper is ontworpen.
In 2015 ontwierp hij ook het interieur van Kilikio Paris, een mediterrane boetiek waar Griekse invloeden tot leven komen door middel van een pixel-muurinstallatie die een Grieks landschap uitbeeldt.

## Tentoonstellingen
- Internationales Design Zentrum Berlin, Duitsland : Rétrospective (oktober 2008)
- Grand-Hornu Images, Grand-Hornu, België : Rétrospective (mei 2009)[37]
- Grand Palais : tentoonstelling hairy chair
- Mudam (Museum d’Art Moderne, Luxemburg) : K-Bench
- Carrousel du Louvre (Parijs) : Newspaper Bench
- Kyoto Art Center : recycled paper chair
- Verzamelbeurs : Recto-Verso (maart 2019)
- Kanal - Centre Pompidou: Origami voor het leven (juni 2020)[38]
- Cathédrale Saints-Michel-et-Gudule : Origami For Life (juli 2020)[36]
- Koninklijke Sint-Hubertusgalerijen : Origami voor het leven (december 2020)[36]
- Palais de Tokyo : Origami For Life (januari 2021)[38][28]